# Distretto di Taplejung
Il distretto di Taplejung (in nepalese ताप्लेजुङ जिल्ला|ताप्लेजुङ जिल्ला  è uno dei 77 distretti del Nepal, in seguito alla riforma costituzionale del 2015 fa parte della provincia di Koshi. 
Il capoluogo è Taplejung.
Geograficamente il distretto appartiene alla zona montagnosa himalayana del Parbat. Tutta la parte settentrionale del distretto è occupata dal Parco del Kangchenjunga con il Kangchenjunga (8.586 m). nella zona a nord-est al confine con lo Stato indiano del Sikkim.
Il principale gruppo etnico presente nel distretto sono i Limbu.

## Division
Il distretto è diviso in nove municipalità, una urbana e otto rurali: 
| SN | Nome                 | Tipo   | Abitanti | Area    |
| -- | -------------------- | ------ | -------- | ------- |
| 1  | Phungling            | urbano | 26406    | 125.57  |
| 2  | Aathrai Tribeni      | rurale | 13784    | 88.83   |
| 3  | Sidingwa             | rurale | 12099    | 206     |
| 4  | Phaktanglung         | rurale | 12017    | 1858.51 |
| 5  | Mikkwakhola          | rurale | 9160     | 442.96  |
| 6  | Meringden            | rurale | 12548    | 210.33  |
| 7  | Maiwakhola           | rurale | 11037    | 138     |
| 8  | Pathibhara Yangwarak | rurale | 13591    | 93.76   |
| 9  | Sirijangha           | rurale | 15806    | 481.09  |